# Hiéroglyphe égyptien G37
Pour les articles homonymes, voir Moineau (homonymie).
Le moineau, en hiéroglyphes égyptiens, est classifié dans la section G « Oiseaux » de la liste de Gardiner ; il y est noté G37. 

## Représentation
Il représente un moineau domestique (Passer domesticus aegyptiacus).

## Utilisation
C'est un déterminatif du champ lexical de la petitesse et, par dérivation, de ce qui est mauvais.
| G36 |

| G36 |

## Exemples de mots
| n · I10 | s | G37 |

| n · I10 | s | G37 |

| b | i | n · G37 |

| b | i | n · G37 |

| U23 | m&r | G37 |

| U23 | m&r | G37 |